# Biologiska vapen

Internationell symbol för smittämnen.

Biologiska vapen är vapen som baseras på levande organismer. Termen avser oftast varianter av sjukdomar som mjältbrand eller smittkoppor som av vetenskapsmän raffinerats för att vara extra smittsamma och svårbotade, men det finns även biologiska vapen som drabbar spannmål och boskap. Biologiska vapen räknas som massförstörelsevapen.

## Historik
Biologisk krigföring har en lång historia. Vid ett flertal konflikter i världshistorien har biologiska vapen använts. I och med industrialiseringen kom också tekniken att utveckla mer raffinerade vapen.
Några historiska exempel:
- 1346 – mongolerna avfyrar pestsmittade lik in i staden under belägringen av Kaffa.[1]
- 1763 – britterna under ledning av Jeffrey Amherst lämnade efter sig smittkoppssmittade filtar åt indianer som stödde motståndarsidan under Fransk-indianska kriget.[2]
- Förgiftning av brunnar för att bryta ner invånarnas försvarsvilja.

## Användning
I modern tid har biologiska vapen varit mycket ovanliga i storskaliga konflikter. Anledningarna till detta är flera:
- Världsopinionen mot biologiska vapen är stark och man är rädd för vedergällning av den utsatta parten.
- Risken är stor att egen trupp drabbas.
- Ett smittat område kan ta lång tid att sanera. Då är det enklare att använda konventionella vapen om man senare vill ta ett område i besittning.
- Hanteringen är riskabel
- Väder och vind kan spela stor roll, särskilt om det biologiska stridsmedlet skall vara luftburet
- Effekten är inte omedelbar och i många fall är det taktiskt ohållbart.

Även om biovapen inte använts mycket i moderna krig (undantaget det andra kinesisk-japanska kriget) har de använts i terrorism. Ett av de mer kända fallen är breven med mjältbrand som skickades till mottagare i USA efter 11 september-attackerna 2001.
Biologiska vapen kallas ibland för fattigmans massförstörelsevapen eftersom det inte krävs stora resurser för att vålla stor skada. Det kan räcka med något så enkelt som djurkadaver i en färskvattenreservoar.
Skulle man sätta in biologiska vapen skulle det kunna vara av flera anledningar:
- Sprida skräck. Snabba och omfattande sjukdomsfall under kort tid skapar panik.
- Stor effekt med små medel. En obehandlad smitta kan sprida sig okontrollerat.
- Döda eller försätta trupp ur spel.
- Smitta strategiskt vald områden för att begränsa fiendens rörelse.

## Exempel på sjukdomar
- Mjältbrand – har bekräftats i USA
- Smittkoppor – anses utrotat men finns fortfarande i laboratorier
- Pest – hög dödlighet och stor smittspridning
- Dysenteri – allvarlig tarmsjukdom med hög kapacitetsnedsättning hos den som drabbas
- Tyfus – vanligt särskilt vid smutsiga miljöer och bristande hygien
- Botulism – kräver liten mängd bakterier för att göra stor skada